# Керчаки
Керчаки (лат. Myoxocephalus) — род морских лучепёрых рыб семейства рогатковых отряда скорпенообразных.

## Описание
Длина тела чаще всего около 25 см (иногда до 60 см). На голове шипы и гребни.

## Распространение и среда обитания
Обитают в бассейне северной части Атлантического океана, Северном Ледовитом океане, Охотском, Японском и Беринговом, Белом морях. 10 видов встречается в водах России — 9 в дальневосточных морях и один (европейский керчак) на Балтике. Малоподвижные донные рыбы.

### Размножение
Нерестятся керчаки в начале зимы. Самка вымётывает до 2500 икринок. Стережёт кладку самец. Личинки живут в толще воды.

### Питание
Керчаки кормятся ракообразными и рыбой.

## Систематика
Известны следующие виды керчаков:
- Бронзовый керчак (Myoxocephalus aeneus)
- Myoxocephalus brandtii — Снежный керчак
- Myoxocephalus incitus
- Myoxocephalus jaok
- Myoxocephalus matsubarai
- Myoxocephalus niger
- Myoxocephalus ochotensis
- Длинношипый керчак (Myoxocephalus octodecemspinosus), или американский керчак
- Myoxocephalus polyacanthocephalus
- Четырёхрогий керчак (Myoxocephalus quadricornis)
- Myoxocephalus thompsonii
- Чукотский керчак (Myoxocephalus scorpioides)
- Европейский керчак (Myoxocephalus scorpius)
- Myoxocephalus sinensis
- Myoxocephalus stelleri
- Myoxocephalus tuberculatus
- Myoxocephalus verrucosus
- Myoxocephalus yesoensis